# مايك جونز (لاعب كرة سلة مواليد 1984)
مايك جونز (بالإنجليزية: Mike Jones)‏ مواليد 24 يوليو 1984 في ماساتشوستس، هو لاعب كرة سلة أمريكي. بدأ مسيرته الاحترافية في سنة 2007. يبلغ طوله 6 قدم 5 بوصة (2.0 م). لعب مع فنربخشة لكرة السلة في الدوري التركي لكرة السلة ومع سي إس يو بلويشت في رومانيا. اعتزل اللعب في 2011.